# Francolin de Schlegel
Peliperdix schlegelii
Espèce
Statut de conservation UICN

 LC  : Préoccupation mineure
Le Francolin de Schlegel (Peliperdix schlegelii) est une espèce d'oiseaux appartenant à la famille des Phasianidae.
Son nom commémore l'ornithologue allemand Hermann Schlegel (1804-1884).

## Distribution
Cet oiseau vit au nord du Cameroun (massif de l’Adamaqua), au sud du Tchad, au nord de la République Centrafricaine et au sud-ouest du Soudan (Bahr el Ghazal).

## Taxinomie
synonymeFrancolinus schlegelii
sous-espècesaucune, cette espèce est monotypique. F. s. confusus Neumann, 1933 n’est reconnue.

## Habitat
Le francolin de Schlegel affectionne la savane herbeuse et arborée, dominée par l’arbre Isoberinia doka (Urban et al. 1986), et visite occasionnellement les abords des cultures (Madge & McGowan 2002).

## Mœurs
Le francolin de Schlegel est timide et méfiant, évitant les habitations. Son vol est lent, silencieux et de courte durée. Il se tient généralement en couples ou par petits groupes, mais s’associe occasionnellement à d’autres espèces de francolins. Les individus passent la nuit ensemble sur le sol en dessous des arbres, se pressant tête-bêche les uns contre les autres (Urban et al. 1986, Hennache & Ottaviani 2011).

## Alimentation
Il se nourrit essentiellement de feuilles, notamment d’Isoberinia doka, de grains et d’insectes (Urban et al. 1986).

## Voix
Le cri d’avertissement ressemble à celui des francolins coqui et à gorge blanche mais en plus rapide et plus grave : ter, ink, terra. Il existe aussi un doux korr-korr-korr émis particulièrement à la tombée de la nuit (Urban et al. 1986).

## Nidification
Le nid est une petite cavité creusée sur le sol et tapissée d’herbes et de feuilles mortes. Il contient de deux à cinq œufs de couleur crème. Un cas de ponte de dix œufs est probablement le fait de deux femelles. Au Soudan, la nidification a lieu entre septembre et octobre (Madge & McGowan 2002).

## Statut
Cette espèce est très mal connue. Elle est rare et locale mais, d’après BirdLife (2010) la population serait stable bien qu’aucun recensement n’ait jamais été fait.